# Bộ Chính trị Đảng Cộng sản Trung Quốc khóa XVIII
| Đại hội Đảng Cộng sản Trung Quốc lần thứ 18(2012) | Đại hội Đảng Cộng sản Trung Quốc lần thứ 18(2012) | Đại hội Đảng Cộng sản Trung Quốc lần thứ 18(2012)                                                                      | Đại hội Đảng Cộng sản Trung Quốc lần thứ 18(2012)                                                                                              |
| Thứ tự                                            | Tên                                               | Chức vụ Đảng và Nhà nước                                                                                               | Ghi chú khác |
| ------------------------------------------------- | ------------------------------------------------- | --- | --- |
| 1                                                 | Tập Cận Bình (1953)                               | Tổng Bí thư Chủ tịch Quân ủy Trung ương Chủ tịch nước                                                                  | Thành viên thứ 1 trong Ban Thường vụ Bộ Chính trị                                                                                              |
| 2                                                 | Mã Khải (1946)                                    | Phó Thủ tướng Quốc vụ viện                                                                                             | |
| 3                                                 | Vương Kỳ Sơn (1948)                               | Bí thư Ủy ban Kiểm tra Kỷ luật Trung ương                                                                              | Thành viên thứ 6 trong Ban Thường vụ Bộ Chính trị                                                                                              |
| 4                                                 | Vương Hỗ Ninh (1955)                              | Trưởng ban Nghiên cứu Chính sách Trung ương                                                                            | |
| 5                                                 | Lưu Vân Sơn (1947)                                | Bí thư thứ nhất Ban Bí thư Hiệu trưởng trường Đảng Trung ương                                                          | Thành viên thứ 5 trong Ủy ban Thường vụ Bộ Chính trị                                                                                           |
| 6                                                 | Lưu Diên Đông (1945)                              | Phó Thủ tướng Quốc vụ viện                                                                                             | (nữ) |
| 7                                                 | Lưu Kỳ Bảo (1953)                                 | Bí thư Ban Bí thư Trưởng ban Tuyên truyền Trung ương                                                                   | |
| 8                                                 | Hứa Kỳ Lượng (1950)                               | Phó Chủ tịch Ủy ban Quân sự Trung ương                                                                                 | |
| 9                                                 | Tôn Xuân Lan (1950) (nữ)                          | Bí thư Thành ủy Thiên Tân Trưởng ban Mặt trận Thống Nhất                                                               | |
| 10                                                | Tôn Chính Tài (1963)                              | Bí thư Thành ủy Trùng Khánh                                                                                            | Tháng 7 năm 2017 bãi nhiệm Bí thư Trùng Khánh, bãi nhiệm Ủy viên Bộ Chính trị, Ủy viên Trung ương Đảng.Tháng 9 năm 2017 bị khai trừ khỏi Đảng. |
| 11                                                | Lý Khắc Cường (1955)                              | Thủ tướng Quốc vụ viện                                                                                                 | Thành viên thứ 2 trong Ủy ban Thường vụ Bộ Chính trị                                                                                           |
| 12                                                | Lý Kiến Quốc (1946)                               | Phó Chủ tịch Quốc hội                                                                                                  | |
| 13                                                | Lý Nguyên Triều (1950)                            | Phó Chủ tịch nước | |
| 14                                                | Uông Dương (1955)                                 | Phó Thủ tướng Quốc vụ viện                                                                                             | |
| 15                                                | Trương Xuân Hiền (1953)                           | Bí thư Khu ủy Tân Cương                                                                                                | |
| 16                                                | Trương Cao Lệ (1947)                              | Phó Thủ tướng thứ nhất Quốc vụ viện                                                                                    | Thành viên thứ 7 trong Ủy ban Thường vụ Bộ Chính trị                                                                                           |
| 17                                                | Trương Đức Giang (1946)                           | Chủ tịch Quốc hội | Thành viên thứ 3 trong Ủy ban Thường vụ Bộ Chính trị                                                                                           |
| 18                                                | Phạm Trường Long (1947)                           | Phó Chủ tịch thứ nhất Quân ủy Trung ương                                                                               | |
| 19                                                | Mạnh Kiến Trụ (1947)                              | Bí thư Ủy ban Chính trị - Pháp luật Trung ương                                                                         | |
| 20                                                | Triệu Lạc Tế (1957)                               | Bí thư thứ 3 Ban Bí thư Trưởng ban Tổ chức Trung ương                                                                  | |
| 21                                                | Hồ Xuân Hoa (1963)                                | Bí thư Tỉnh ủy Quảng Đông                                                                                              | |
| 22                                                | Du Chính Thanh (1945)                             | Chủ tịch Chính hiệp | Thành viên thứ 4 trong Ủy ban Thường vụ Bộ Chính trị                                                                                           |
| 23                                                | Lật Chiến Thư (1950)                              | Bí thư Ban Bí thư Chủ nhiệm Văn phòng Trung ương Đảng                                                                  | |
| 24                                                | Quách Kim Long (1947)                             | Bí thư Thành ủy Bắc Kinh (đến tháng 5/2017) Phó Chủ nhiệm Ủy ban kiến thiết văn minh tinh thần Trung ương (5/2017-nay) | |
| 25                                                | Hàn Chính (1954)                                  | Bí thư Thành ủy Thượng Hải                                                                                             | |